# Mukedi
Mukedi est une ville de la région ou district du Kwilu dans la province du Bandundu en RD Congo.
La ville est dotée d'un aéroport (code : FZDP).